# Suuri Lammassaari
Suuri Lammassaari är en ö i Finland. Den ligger i sjön Pihlajavesi och i kommunen Puumala i den ekonomiska regionen  S:t Michel och landskapet Södra Savolax, i den södra delen av landet, 250 km nordost om huvudstaden Helsingfors. Öns area är 60,6 hektar och dess största längd är 1,1 kilometer i öst-västlig riktning.